# Del Solar
Del Solar är ett bergspass i Antarktis. Det ligger i Västantarktis. Argentina, Chile och Storbritannien gör anspråk på området. Del Solar ligger 18 meter över havet.
Terrängen runt Del Solar är kuperad åt sydost, men åt sydväst är den platt. Havet är nära Del Solar åt nordost. Trakten är obefolkad. Det finns inga samhällen i närheten. 